# Астрономія в Ізраїлі
Астрономія в Ізраїлі представлена кількома обсерваторіями, науково-дослідними інститутами, освітніми закладами і просвітницькими організаціями.

## Історія

### Давня історія
Памʼяткою прадавніх астрономічних досліджень на території Ізраїлю є Колесо духів - магалітичний комплекс III тисячоліття до н. е., розташований на Голанських висотах.
Юдейська релігія більше фокусувалась на моральних питаннях, ніж на наукових спостереженнях, тому в Давньому Ізраїлі астрономія розвинулась менше, ніж в сусідніх Вавилонії і Греції. Однак необхідність укладання точних календарів для сільськогосподарських цілей і подальше використання цих календарів для визначення релігійних свят призвела до розвитку астрономічних знань про рух Сонця і Місяця.

### Середньовіччя
В Середньовіччя багато єврейських астрономів працювали в діаспорі в країнах ісламу і в Західній Європі. Вони досягли особливих успіхів як укладачі астрономічних таблиць і перекладачі астрономічних книг, але відзначились також оригінальними астрономічними роботами і винаходами та зіграли значну роль в ознайомленні європейських науковців з роботами античних авторів.

### Сучасний Ізраїль
Сучасна ізраїльська астрономія починається зі Створення Держави Ізраїль в 1948  році. Спочатку спостережною астрономією в Ізраїлі займались тільки аматори. В 1965 році розпочалися острономічні дослідження в Тель-Авівському університеті, а в 1969 році там була заснована кафедра фізики і астрономії. В 1971 році за допомоги Гарвард-Смітсонівського астрофізичного центру була відкрита обсерваторія Вайза з телескопом діаметром 1 м.

## Астрономічна освіта
Викладання астрономії на університетському рівні ведеться на кафедрі астрофізики Тель-Авівського університету і на кафедрі фізики частинок і астрофізики Науково-дослідного інституту імені Вейцмана (але в інституті Вейцмана тільки на рівні магістратури, без бакалавріату), а також в Техніоні та Відкритому Університеті.